# A Haunting at Silver Falls
A Haunting at Silver Falls è un film del 2013 diretto da Brett Donowho. Il film è stato distribuito nei cinema il 28 maggio 2013 e tratta la storia di una giovane donna impiegata a scoprire l'autore di un delitto prima di diventare essa stessa una vittima. Il film è vagamente ispirato ad una storia vera sull'omicidio di due gemelli di cui il regista ha avuto modo di leggere.

## Trama
Jordan, un'adolescente rimasta orfana dopo la morte del padre per leucemia, viene mandata a vivere dagli zii Kevin ed Anne Sanders nella città di Silver Falls. Una notte la ragazza partecipa ad una festa in un parco dove dei ragazzi danno alle fiamme un manichino. Quando giunge la polizia per interrompere la festa, Jordan vaga per la foresta circostante e trova un anello d'argento che si mette all'indice senza pensarci su due volte. Tornata a casa cerca di rimuovere l'anello senza però riuscirci. L'anello attrae il fantasma di una ragazza assassinata misteriosamente vent'anni prima che inizia a compiere alcuni strani fenomeni nella casa.

## Produzione
Il film venne girato con un budget stimato di 2.500.000 dollari.